# Más allá Tour
Más Allá World Tour es el nombre de la primera gira musical del grupo juvenil CNCO, cuyo mánager es el cantante puertorriqueño Ricky Martin.

## Repertorio
1. Más allá
2. Tan fácil
3. Para enamorarte
4. Cometa
5. Cien
6. Tu luz
7. Erick Brian Colón - Disparo al corazón (Cover)
8. Christopher Vélez - Despacito (Cover)
9. Joel Pimentel - Duele el corazón/ Súbeme la radio/ Mercy (Cover)
10. Zabdiel de Jesús - Ya me enteré/Rude (Cover)
11. Richard Camacho - Can't Feel My Face/One Dance o Safari (Cover)
12. Devuélveme mi corazón
13. 24k Magic (Cover)
14. Volverte a ver
15. Otra vez (Cover)
16. No entiendo
17. Hey DJ
18. Quisiera
19. Primera cita
20. Reggaetón lento
21. Mamita
22. Se vuelve loca

## Fechas
| Día                            | Ciudad                  | País                 | Recinto                                       |
| Sudamérica                     | Sudamérica              | Sudamérica           | Sudamérica                                    |
| ------------------------------ | ----------------------- | -------------------- | --------------------------------------------- |
| 26 de febrero de 2017          | Cochabamba              | Bolivia              |                                               |
| 27 de febrero de 2017          | Santa Cruz de la Sierra | Bolivia              | Joventud Carnavalera                          |
| 28 de febrero de 2017          | Santa Cruz de la Sierra | Bolivia              | Bloque Carnavalero                            |
| 16 de marzo de 2017            | Guayaquil               | Ecuador              | Centro de Convenciones                        |
| 17 de marzo de 2017            | Machala                 | Ecuador              | Estadio 9 de Mayo                             |
| 18 de marzo de 2017            | Salinas                 | Ecuador              | Estadio Camilo Gallegos Domínguez             |
| 23 de marzo de 2017            | Cuenca                  | Ecuador              | Coliseo Jefferson Pérez                       |
| 24 de marzo de 2017            | Ambato                  | Ecuador              | Estadio Bellavista                            |
| 25 de marzo de 2017            | Quito                   | Ecuador              | Coliseo General Rumiñahui                     |
| Centroamérica                  |                         |                      |                                               |
| 30 de marzo de 2017            | Ciudad de Panamá        | Panamá               | Centro de Convenciones Amador                 |
| 1 de abril de 2017             | Santo Domingo           | República Dominicana | Salón de Eventos Sambil                       |
| 11 de abril de 2017            | Ciudad Valles           | México               | Teatro del Pueblo                             |
| 13 de abril de 2017            | Ciudad de Guatemala     | Guatemala            | Cardales de Cayala                            |
| 15 de abril de 2017            | Xicotepec               | México               | Teatro del Pueblo                             |
| 22 de abril de 2017            | San Juan                | Puerto Rico          | Coliseo José Miguel Agrelot                   |
| 29 de abril de 2017            | San Salvador            | El Salvador          | Centro Internacional de Ferias y Convenciones |
| Hispanoamérica                 |                         |                      |                                               |
| 30 de abril de 2017            | Bogotá                  | Colombia             | Parque Mundo Aventura                         |
| 1 de mayo de 2017              | Barranquilla            | Colombia             | Trucupey Disco                                |
| 2 de mayo de 2017              | Cartagena               | Colombia             | Paseo de la Castellana                        |
| 3 de mayo de 2017              | Cali                    | Colombia             | Liceo Benalcazar                              |
| 4 de mayo de 2017              | Medellín                | Colombia             | Centro Comercial Santafé                      |
| 5 de mayo de 2017              | Bogotá                  | Colombia             | Plaza de las Américas                         |
| 25 de mayo de 2017             | Montevideo              | Uruguay              | Palacio Peñarol                               |
| 26 de mayo de 2017 (*)         | Buenos Aires            | Argentina            | Estadio Luna Park                             |
| 28 de mayo de 2017 (*)         | Buenos Aires            | Argentina            | Estadio Luna Park                             |
| 30 de mayo de 2017             | Córdoba                 | Argentina            | Quality Espacio                               |
| 8 de julio de 2017             | Lima                    | Perú                 | Estadio Nacional del Perú                     |
| 20 de julio de 2017            | Monterrey               | México               | Arena Monterrey                               |
| 21 de julio de 2017            | Ciudad de México        | México               | Auditorio Nacional                            |
| 23 de julio de 2017            | Guadalajara             | México               | Auditorio Telmex                              |
| 25 de julio de 2017            | Durango                 | México               | Velaria                                       |
| 27 de julio de 2017            | San Juan                | Puerto Rico          | Bahia Urbana                                  |
| 12 de agosto de 2017           | Buenos Aires            | Argentina            | Tecnópolis                                    |
| 26 de agosto de 2017           | Guadalajara             | México               | Teatro Diana                                  |
| 29 de agosto de 2017           | Tijuana                 | México               | El Alebrije Club                              |
| 30 de agosto de 2017           | Querétaro               | México               | Auditorio Josefa Ortiz de Domínguez           |
| 31 de agosto de 2017           | León                    | México               | The Factory Shops                             |
| 1 de septiembre de 2017        | Ciudad de México        | México               | Barezzito Polanco                             |
| 16 de septiembre de 2017       | La Romana               | República Dominicana | Anfiteatro Altos de Chavón                    |
| Europa                         |                         |                      |                                               |
| 18 de octubre de 2017          | Salamanca               | España               | Pabellón Multiusos Sánchez Paraíso            |
| 19 de octubre de 2017          | Sevilla                 | España               | Auditorio Fibes                               |
| 20 de octubre de 2017          | Bilbao                  | España               | Sala CUE                                      |
| 21 de octubre de 2017          | Madrid                  | España               | WiZink Center                                 |
| 22 de octubre de 2017          | Barcelona               | España               | Sala BARTS                                    |
| 24 de octubre de 2017          | Milán                   | Italia               | Fabrique Milano                               |
| 25 de octubre de 2017          | Padua                   | Italia               | Gran Teatro Geox                              |
| Norteamérica                   |                         |                      |                                               |
| 4 de noviembre de 2017         | Miami                   | Estados Unidos       | AmericanAirlines Arena                        |
| Hispanoamérica                 |                         |                      |                                               |
| 9 de noviembre de 2017         | Mérida                  | México               | Coliseo Yucatán                               |
| 10 de noviembre de 2017        | Villahermosa            | México               | Teatro al Aire Libre Parque Tabasco           |
| 11 de noviembre de 2017        | Tuxtla Gutiérrez        | México               | Poliforum Chiapas                             |
| 12 de noviembre de 2017        | Ciudad de México        | México               | Auditorio Nacional                            |
| 13 de noviembre de 2017        | Ciudad de México        | México               | Arena Ciudad de México                        |
| 14 de noviembre de 2017        | Ciudad de México        | México               | Pepsi Center WTC                              |
| 15 de noviembre de 2017        | Ciudad de México        | México               | Palacio de los Deportes (México)              |
| 23 de noviembre de 2017        | León                    | México               | Poliforum León                                |
| 24 de noviembre de 2017        | Morelia                 | México               | Plaza de Toros Monumental                     |
| 25 de noviembre de 2017        | Monterrey               | México               | Macroplaza                                    |
| 6 de diciembre de 2017         | Santa Cruz de la Sierra | Bolivia              | Ventura Arena                                 |
| 7 de diciembre de 2017         | La Paz                  | Bolivia              | Teatro al Aire Libre                          |
| 9 de diciembre de 2017         | Santiago                | Chile                | Movistar Arena                                |
| 16 de septiembre de 2017       | Buenos Aires            | Argentina            | Hipódromo de Palermo                          |
| 15 de febrero de 2018          | Rosario                 | Argentina            | Hipódromo de Rosario                          |
| 25 de febrero de 2018          | Viña del Mar            | Chile                | Festival de Viña del Mar                      |
| 27 de febrero de 2018          | Santiago                | Chile                | Movistar Arena                                |
| 1 de marzo de 2018             | Concepción              | Chile                | Gimnasio Municipal de Concepción              |
| Centroamérica e Hispanoamérica |                         |                      |                                               |
| 3 de marzo de 2018             | David                   | Panamá               | Chiriquí Mall                                 |
| 4 de marzo de 2018             | Ciudad de Panamá        | Panamá               | Arena Roberto Durán                           |
| 18 de marzo de 2018            | Alajuela                | Costa Rica           | Parque Viva                                   |
| 4 de mayo de 2018              | Guadalajara             | México               | Centro de Guadalajara                         |

### Conciertos cancelados
| Día                    | Ciudad   | País      | Recinto                       | Motivo               |
| ---------------------- | -------- | --------- | ----------------------------- | -------------------- |
| 31 de marzo de 2017    | Valencia | Venezuela | Forum de Valencia             | Problemas Logísticos |
| 31 de octubre de 2017  | Arequipa | Perú      | Centro de Convenciones Galdoz | Problemas Logísticos |
| 1 de noviembre de 2017 | Lima     | Perú      | Jockey Club del Perú          | Problemas Logísticos |

## Recaudaciones
| Fecha                   | Ciudad           | Lugar                       | Entradas vendidas/disponibles | Recaudación |
| ----------------------- | ---------------- | --------------------------- | ----------------------------- | ----------- |
| 22 de abril de 2017     | San Juan         | Coliseo José Miguel Agrelot | 10,987 / 11,817               | $493,308    |
| 20 de julio de 2017     | Monterrey        | Arena Monterrey             | 15,048 / 17,475               | $1 191,103  |
| 21 de julio de 2017     | Ciudad de México | Auditorio Nacional          | 10,000 / 10,000               | $ 1 092,417 |
| 23 de julio de 2017     | Guadalajara      | Auditorio Telmex            | 6,688 / 8,569                 | $ 977,399   |
| 12 de noviembre de 2017 | Ciudad de México | Auditorio Nacional          | 8,084 / 10,000                | $282,088    |